# MKL Toruń
MKL Toruń – jednosekcyjny klub z Torunia, występuje w najwyższej klasie rozgrywek Ligi lekkoatletycznej, jest zrzeszony w PZLA (Polski Związek Lekkiej Atletyki). 

## Charakterystyka
Zawodnicy MKL Toruń trenują oraz rozgrywają zawody na Stadionie Miejskim im. G.Duneckiego. Powstanie klubu zbiegło się z oddaniem nowoczesnego obiektu sportowego MOSiR. Trenarami w klubie są: Jacek Woźniak, Gabriel Mańkowski, Jacek Butkiewicz, instruktorzy: Marian Gęsicki, Robert Hulisz, Piotr Lerch.
W dniach 24-26 czerwca 2011 w Toruniu rozegrano 68 Mistrzostwa Polski Juniorów.